# Villa Savorgnan di Brazzà
Villa Savorgnan di Brazzà è una villa di Roma che si trova nel giardino di Palazzo Barberini, con ingresso dalla Salita di San Nicola da Tolentino, nel rione Trevi.

## Storia
I Savorgnan erano originari dalla Germania, e giunsero in Italia nel XIII secolo stabilendosi in Friuli. Il primo esponente della famiglia noto storicamente è Rodolfo Cipriani. Nel 1235 cambiò il suo cognome in Savorgnan, prendendo nome dal castello che aveva comprato da poco.

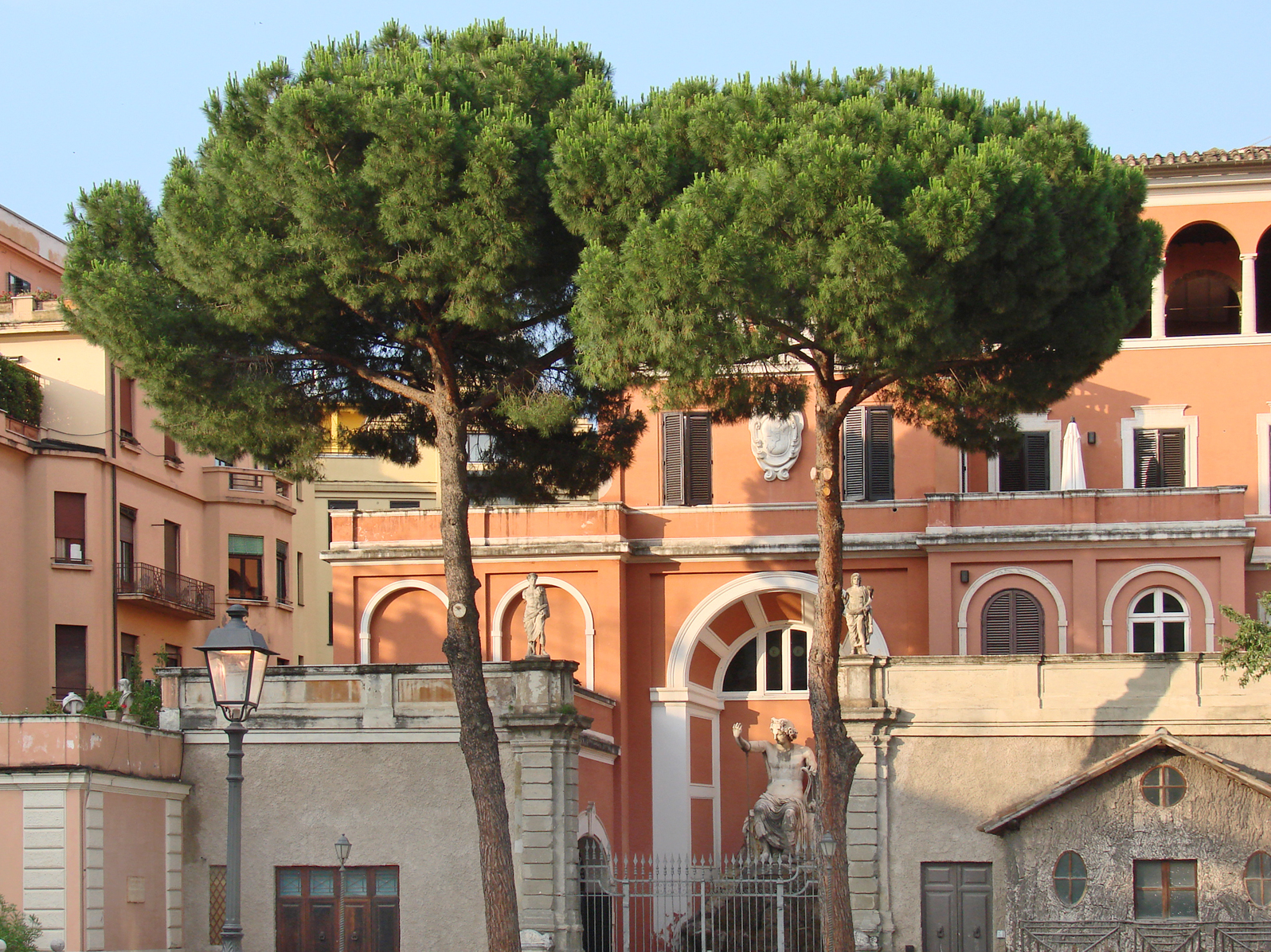
Vista dell'edificio principale

Il 16 dicembre 1933, il conte Ascanio Savorgnan di Brazzà acquistò dal principe Urbano Barberini una parte del suo giardino situato all'altra estremità della rampa centrale del suo palazzo per costruirvi un piccolo palazzo per la sua famiglia. Era nipote di Pietro Savorgnan di Brazzà, un famoso esploratore che aveva viaggiato in Africa.
L'edificio neoclassico è uno dei tanti esempi di residenze civili signorili dell'era fascista. Distribuito su quattro piani, il suo interno è finemente decorato con portali in marmo e semplici stucchi che hanno contribuito a trasformarlo in un elegante e prestigioso palazzo storico. La villa, attraverso un artificio architettonico, era collegata, attraverso un corridoio e la cosiddetta "Galleria Vetrata", alle antiche scuderie Barberini, acquistate anch'esse dai Savorgnan di Brazzà.
Con la morte del conte Savorgnan e in seguito della contessa, la villa e i suoi annessi furono donati all'Ospedale Civile di Udine, che cercò di vendere l'immobile a un privato cittadino, ma lo Stato italiano, con atto del 25 maggio 1972, esercitò il diritto di prelazione.
Nel 2006, a seguito di un accordo tra il Ministero per i Beni Culturali e il Ministero della Difesa, Villa Savorgnan di Brazzà è diventata sede del "Circolo Ufficiali delle Forze Armate Italiane".